# Coeliccia vacca
Coeliccia vacca är en trollsländeart som beskrevs av Harry Hyde Laidlaw, Jr. 1932. Coeliccia vacca ingår i släktet Coeliccia och familjen flodflicksländor. IUCN kategoriserar arten globalt som otillräckligt studerad. Inga underarter finns listade i Catalogue of Life.